# تجمع وادي النعر (تريم)

تعديل مصدري - تعديل

تجمع وادي النعر هي إحدى قرى عزلة تريم بمديرية تريم التابعة لمحافظة حضرموت، بلغ تعداد سكانها 36 نسمة حسب تعداد اليمن لعام 2004.